# Explosionsunglück in Detmold

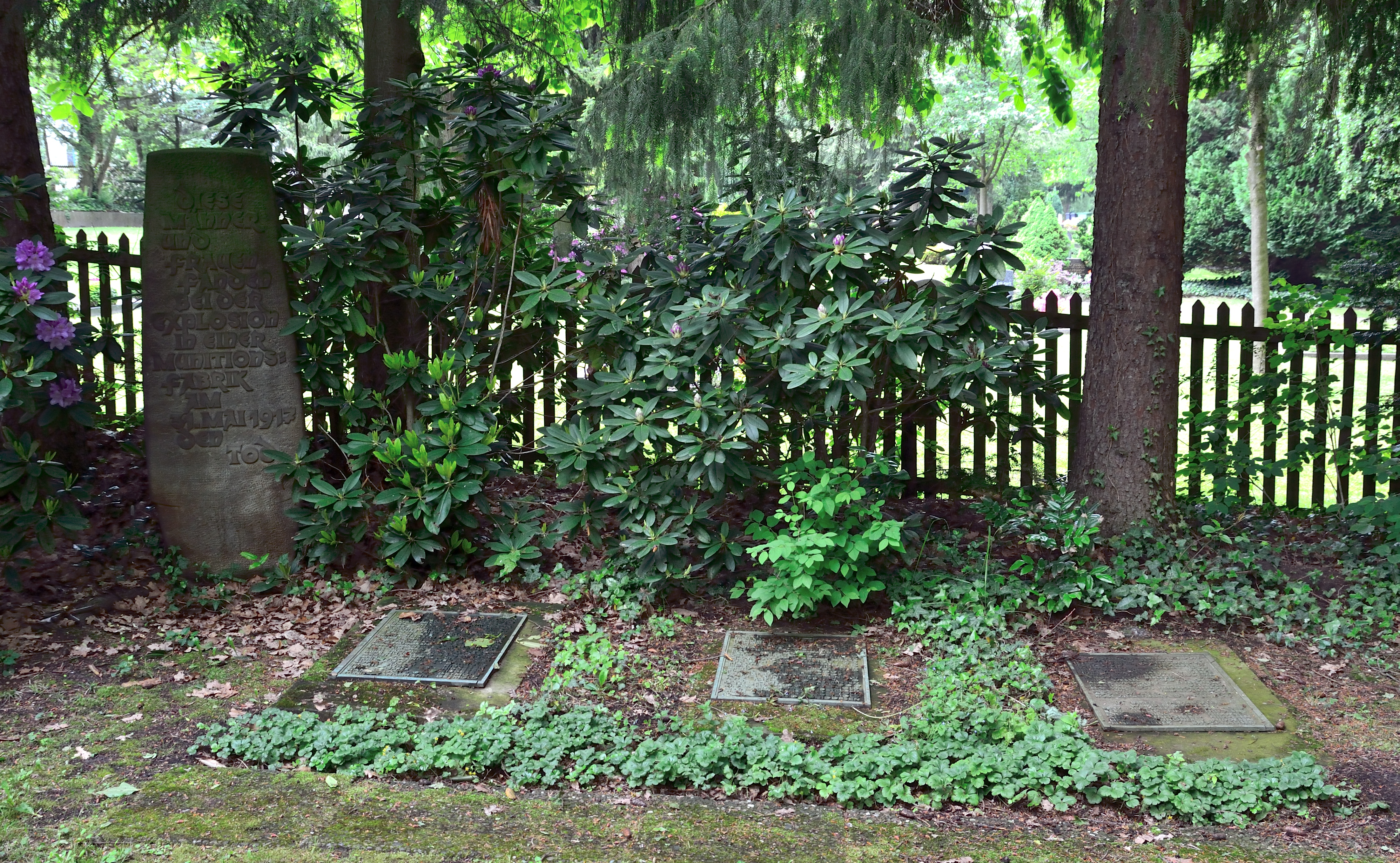
Denkmal im Ehrenhain an der Blomberger Straße

Das Explosionsunglück in Detmold war ein Unfall in einer Munitionsfabrik an der Elisabethstraße in Detmold. Am 31. Mai 1917 starben dort 72 Menschen, in der Mehrzahl in der Fabrik arbeitende junge Frauen.
Die Munitionsfabrik befand sich in den  Fürstlich-Lippischen Staatswerkstätten, die zur Herstellung von Kriegsmaterial errichtet worden waren. Bei der Untersuchung des Unglücks wurden ungenehmigte Produktionen und eine eklatante Missachtung von Sicherheitsvorschriften ermittelt. Inmitten eines Wohngebiets wurde nach Untersuchungen der Staatsanwaltschaft mit der Produktion von Munition begonnen. Aufgrund der herrschenden Zensur durfte über den Unfall und dessen Ursache in den Medien nicht berichtet werden. Allerdings war es nicht möglich, die Katastrophe vor der Detmolder Bevölkerung geheim zu halten. Gewerkschaften und Sozialdemokraten setzten durch, dass der Vorfall im Detmolder Stadtrat und im Lippischen Landtag behandelt wurde. Letztlich wurde jedoch niemand zur Rechenschaft gezogen.
Leiter der Fabrik war Walter Keller aus Barmen. Er hatte Rüstungsaufträge eingeholt und das Geschäft florierte. Nach der verheerenden Explosion lief die Produktion weiter und nur wenige Tage später suchte man in der Presse nach neuen Arbeitskräften. Am 3. Juni 1917 wurden die Opfer in einem Massengrab beigesetzt und zu „Heldentoten des Vaterlands“ erklärt. Keller übernahm demonstrativ die Kosten für einen sogenannten „Ehrenhain“, darauf weist eine Plakette auf der Rückseite des Denkmals am Eingang hin. Damit wurden die Opfer eines vermeidbaren Unglücks den Gefallenen an der Front gleichgestellt.
Auf dem Detmolder Friedhof an der Blomberger Straße befindet sich ein Mahnmal neben drei Bronzeplatten im Rasen des Ehrenhains mit den Namen der Opfer. Es trägt die Inschrift:

„Diese Männer und Frauen fanden bei der Explosion in einer Munitionsfabrik am 31. Mai 1917 den Tod“

Das Explosionsunglück wurde Anlass zur Einführung der Gewerbeaufsicht in Lippe.
Der Detmolder Bühnenautor Reiner Woop hat das Unglück in seinem Drama „Erschütterung“ thematisiert, und  als Gedenkprojekt im Hangar 21 zum 100. Jahrestag inszeniert. Woop hat das Bühnenstück anschließend als Roman verfasst. Am 8. Oktober 2020 wurde das Werk als Buch vom Autor in einer Lesung der Öffentlichkeit vorgestellt.